# Deux Pistolets de Chiamango
Pour plus de détails, voir Fiche technique et Distribution.
Deux Pistolets de Chiamango (Cjamango) est un western spaghetti italien sorti en 1967, réalisé par Edoardo Mulargia.

## Synopsis
Cjamango a gagné un sac d'or lors d'une partie de poker, en jouant contre un bandit mexicain. Il est tout de suite attaqué par El Tigre et Don Pablo qui lui raflent tout ce qu'il possède. Il se met sur leurs traces pour se venger et récupérer ce qui lui appartient.

## Fiche technique
- Titre français : Deux Pistolets de Chiamango ou Tchamango[1]
- Titre original italien : Cjamango
- Genre : western spaghetti
- Réalisation : Edoardo Mulargia (sous le pseudo d'Edward G. Muller)
- Scénario : Vincenzo Musolino (sous le pseudo de Glenn Vincent Davis)
- Production : Vincenzo Musolino pour Cio Film, Intercontinental Production
- Photographie : Vitaliano Natalucci
- Montage : Enzo Alabiso
- Musique : Felice Di Stefano
- Décors : Alfredo Montori
- Maquillage : Lucia La Porta
- Année de sortie : 1967
- Durée : 82 minutes
- Format d'image : 2.35:1
- Pays :  Italie
- Distribution en Italie : Indipendenti regionali

## Distribution
- Ivan Rassimov (sous le pseudo de Sean Todd) : Cjamango
- Mickey Hargitay : Clinton
- Hélène Chanel : Perla
- Piero Lulli : El Tigre
- Livio Lorenzon : Don Pablo
- Valerio Fioravanti (sous le pseudo de Giusva) : Manuel
- Ignazio Spalla (sous le pseudo de Pedro Sanchez) : Paco
- Vincenzo Musolino (sous le pseudo de Bill Jackson) : complice d'El Tigre
- Fred Coplan : Ramon
- Nino Musco : Sancho, l'hôte
- Giorgio Sabbatini : Hernandez
- Federico Boido (comme Rick Boyd) : bandit blond
- Sergio Sagnotti : un pistolero avec El Tigre
- Giacomo Di Segni : un pistolero avec El Tigre
- Giovanni Ivan Scratuglia : Johnny